# De Meerpaal (Dronten)

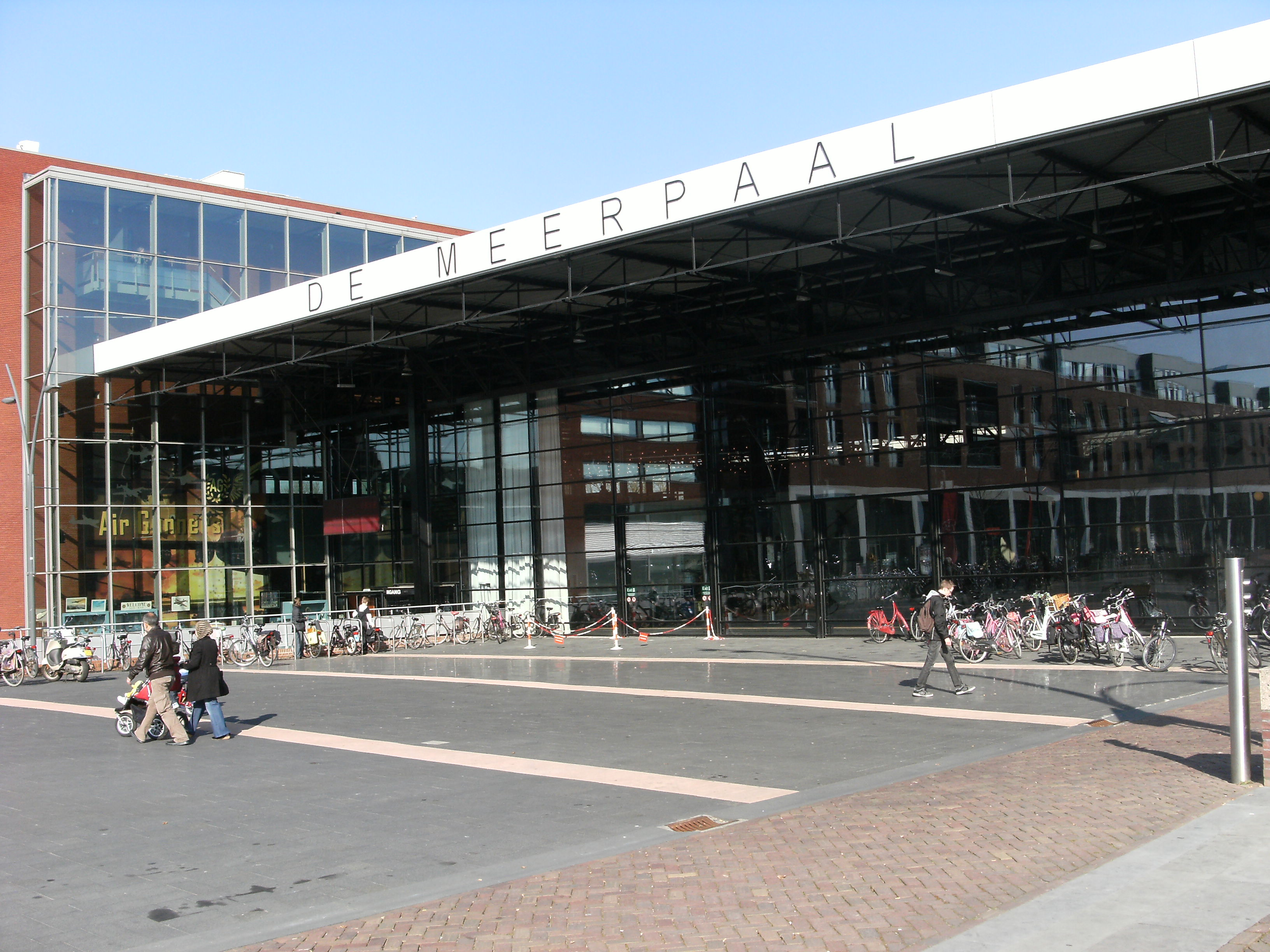
De Meerpaal

De Meerpaal is een cultureel centrum en evenementenlocatie te Dronten in Flevoland. Het bouwwerk werd oorspronkelijk ontworpen door architect Frank van Klingeren (1919-1999). In de korte geschiedenis van Dronten hebben de ontwikkelingen rondom De Meerpaal een markante plaats ingenomen. Zowel door de bevolking als in de politiek werden menigmaal verhitte discussies gevoerd. Alleen al daarom is De Meerpaal inmiddels onlosmakelijk verbonden met Dronten.

## De Meerpaal tot 2005
Tien jaar na het droogvallen van de Oostelijke Flevopolder en zes jaar nadat de eerste bewoners zich in Dronten hadden gevestigd, werd de Agora (Grieks voor markt/plein) van deze nieuwe plaats onder de naam De Meerpaal op 8 november 1967 door koningin Juliana geopend. In de pers werd veel aandacht besteed aan het fenomeen dat soms betiteld werd als 'het ding van Dronten'.

### Het ontwerp
Met thema's als openbaarheid, ontklonteren, hinder en ontmoeting raakte ontwerper Van Klingeren in de jaren zestig met zijn bouwwerken het hart van de samenleving. De architect van de Meerpaal en andere spraakmakende gebouwen werd ook wel sociaal ingenieur en filosoof genoemd.
Van Klingeren wijzigde het verkeersplan van Dronten voor de bouw van De Meerpaal. Het gemeenschapscentrum moest een soepele overgang hebben met de omringende omgeving, zodat het totale openbare leven als vanzelf De Meerpaal doorkruiste. De Meerpaal werd – als vorm van strategische stedenbouw – zodanig in het hart van Dronten geplaatst dat een doorgaande verkeersroute in de toekomst voorgoed onmogelijk werd gemaakt. Het overdekte plein, als oplossing voor het wispelturige klimaat van Nederland, moest doorlopen in het buitenplein.
Het revolutionaire ontwerp van Van Klingeren uit 1965 ontstond vanuit de idealistische gedachte van de maakbare samenleving. De overdekte Agora was een vertaling van gedachten over de samenleving – het maken van een plek waar ontmoetingen en vele activiteiten tussen alles en iedereen vanzelf zouden kunnen ontstaan en elkaar zouden versterken – een waar gemeenschapscentrum. Openbaarheid was volgens Van Klingeren de essentie van de stad.
Het centrale thema in het werk van Van Klingeren was ontklonteren. Hiermee bedoelde hij het doorbreken van het systeem met de bedoeling mensen weer in contact te brengen met mensen en niet met systemen. Dit werd vormgegeven door door het hele centrum heen openheid en openbaarheid te creëren en een groot plein met openbare functies te ontwerpen.

### Gebruik
Een gebouw was volgens Van Klingeren een instrument waarmee van alles kon gebeuren met 60% prestatie, 20% ontmoeting en 20% hinder. Botsing en hinder waren een onderdeel van de samenleving, waardoor andere denkbeelden konden worden gevormd en nieuwe wegen konden ontstaan.
Door dezelfde ruimte op verschillende manieren te gebruiken, heb je geen tien ruimtes nodig. Het plein werd gebruikt als markt en als volleybalveld. Voor de Drontense kerkdiensten van alle gezindten werd in De Meerpaal dezelfde ruimte gebruikt. Door minder activiteiten fysiek af te schermen was er vanzelf meer openbaar.
Van Klingeren werkte veel samen met monumentaal kunstenaar Pierre van Soest. Al vanaf de eerste schets en de eerste gedachten over het gebouw was Van Soest erbij betrokken. Van zijn hand waren de beelden op het plein ervoor, de grote schildering aan de muur en de schilderingen op de deuren. Van heinde en ver kwamen belangstellenden na de gereedkoming naar de Meerpaal kijken. Later ontdekte zelfs de televisie deze unieke hal. Stuif 's in, Telebingo en andere uitzendingen maakten van De Meerpaal een spraakmakend gebouw.

### Verbouwing van 1987
Door een ingrijpende verbouwing kreeg Dronten in 1987 een vernieuwde Meerpaal. Het verdwijnen van het open karakter van het gebouw was tegen de zin van Frank van Klingeren die het de gemeente bij het maken van de verbouwingsplannen daarom erg moeilijk maakte. Maar de architect was niet de enige die protesteerde, ook bij veel Drontenaren overheerste het gevoel dat De Meerpaal hen afgenomen werd. Om de exploitatiekosten binnen de perken te houden, moest het gebouw landelijk 'in de markt gezet worden' en de plaatselijke weekmarkt moest daarvoor wijken.
In de jaren negentig overheerste langzaamaan steeds meer het besef dat het gebouw niet meer aan alle eisen voldeed. Tegelijkertijd werd duidelijk dat ook de Openbare Bibliotheek en het Centrum voor Kunstzinnige Vorming (CKV) toe waren aan een nieuwe behuizing.

## Nieuwbouw

### Plannen
Aanvankelijk werd door de instanties uitgegaan van sloop van het gebouw. Die sloopplannen riepen in Dronten en daarbuiten echter heftige reacties op. Een zeer prominent protest kwam van de minister van VROM, Jan Pronk, die tevens deskundigheid aanbood om te bezien of 'het gedachtegoed van architect Van Klingeren' behouden zou kunnen blijven. Rijksbouwmeester Wytse Patijn concludeerde dat behoud van delen van De Meerpaal mogelijk zou zijn. In 2000 werd met als leidraad 'De Meerpaal terug aan de inwoners van Dronten' gekozen voor het ontwerp van Atelier PRO. Dit ontwerp bewees dat het gedachtegoed van Van Klingeren bewaard kon blijven. Elementen zoals 'het stalen geraamte' en 'het ei' werden een belangrijk onderdeel van het nieuwe ontwerp. Minister Pronk sprak van 'een voorbeeldig resultaat van goed cultureel opdrachtgeverschap'. De minister honoreerde de nieuwe plannen met een bijdrage van 2 miljoen euro.

### Sloop
In januari 2003 werd begonnen met de sloop van de oude Meerpaal. Na de sloop bleef een geraamte en wat er over was van het ei staan. Op 10 januari heide men de eerste paal voor de nieuwbouw. Medewerkers van het CKV sloegen een door kinderen van het centrum versierde paal de grond in, daarbij gadegeslagen door genodigden en andere belangstellenden.

### Herbouw
2003 en 2004 waren nodig om de bouw van het multifunctionele gebouw te realiseren. Het zou plaats gaan bieden aan het theater, een bioscoop, het CKV, de bibliotheek, de Schoof, het Oog, de Wereldwinkel en de VVV. De toneeltoren werd een niet te missen element in de skyline van Dronten. Eind 2004 was de bouw grotendeels gereed, wel moest er nog het een en ander gedaan worden aan de inrichting van het gebouw. In januari 2005 waren er twee open dagen voor de bevolking. Met veel belangstelling bekeken de toekomstige gebruikers van het gebouw het plein en de daaromheen geformeerde voorzieningen. In mei verhuisde het CKV naar het nieuwe onderkomen en in september startte het theaterprogramma. Ook de bibliotheek verhuisde in september. Op 8 oktober 2005 vond de officiële opening plaats van de nieuwe Meerpaal.

## De Nieuwe Meerpaal
Delen van het gebouw werden gesloopt, maar de essentie van het gebouw van Van Klingeren bleef overeind, of werd hersteld. Vernieuwbouw zoals het officieel heet.
Volgens minister Pronk van VROM (Ruimtelijke Ordening) is de nieuwe Meerpaal een 'voorbeeld van cultuurhistorisch besef'. Het cultuurgoed van Van Klingeren is volgens een brief van minister Pronk recht gedaan.
De gemeente Dronten koos uiteindelijk niet voor volledige sloop van het werk van de inmiddels overleden architect Van Klingeren, mede onder druk van de publieke opinie. Architectenbureau Atelier PRO (Hans van Beek en Gerard Smit) maakte het ontwerp voor De Nieuwe Meerpaal. Karakteristieke elementen van het ontwerp van Van Klingeren zijn zichtbaar gebleven: de glazen doos, het door kolommen gedragen dak en het ovale volume (Rabobankfoyer). Dit is geen open theater meer, zoals in de oorspronkelijke Meerpaal, maar een gesloten bioscoop met bovenop een terras dat via loopbruggen, als een soort 'knooppunt', de verschillende functies in het gebouw met elkaar verbindt.
Nieuwe bouwdelen, zoals het theater, de muziekschool en de bibliotheek, staan – geheel in de geest van het oorspronkelijke gebouw – als losse blokken rond het overdekte en enigszins verdiepte binnenplein. Het gehandhaafde dak van Van Klingeren zorgt als vanouds voor de visuele eenheid en samenhang in dit multifunctionele gebouw. Het plein biedt nog steeds ruimte voor ontmoeting.